# نادي غيلينغهام
نادي غيلينغهام ، نادي كرة قدم إنجليزي يقع في غيلينغهام في كينت ، تأسس في 1893 ، يلعب في دوري الدرجة الثانية الإنجليزي.